# Modus ponens
Pravidlo modus ponens, též modus ponendo ponens nebo pravidlo vynětí, je odvozovací pravidlo a základ argumentace a dokazování nejen ve výrokové logice.

## Znění
Pravidlo zní: Z {\displaystyle \varphi ,\varphi \Rightarrow \psi } odvoď {\displaystyle \,\psi }.
Neboli jestliže platí "A" a zároveň platí "z A vyplývá B", pak platí i "B".
Formálně se zapisuje jako
{\displaystyle {\frac {P\to Q,\;P}{\therefore Q}}}
Kde {\displaystyle \varphi ,\psi }; "A", "B"; respektive P a Q označuje logické formule.

## Důkaz
Důkaz pomocí tabulky dvouhodnotové (Booleovy) logiky. Platí-li P → Q (modře) a P (žlutě) pak jediné možné ohodnocení proměnných P a Q je první řádek, který ukazuje, že Q platí (zeleně).
| P | Q | P → Q |
| - | - | ----- |
| 1 | 1 | 1     |
| 1 | 0 | 0     |
| 0 | 1 | 1     |
| 0 | 0 | 1     |

1 označuje pravdu, 0 nepravdu.

## Příklady
- P → Q : Jestliže prší, je mokro.

- P : Prší.

- Q : Tedy je mokro.